# ديرك دي وولف
ديرك دي وولف (بالفرنسية: Dirk De Wolf)‏ مواليد 16 يناير 1961 في بلجيكا، هو دراج بلجيكي سابق.

## الميداليات
| الميدالية | المسابقة                                    |
| --------- | ------------------------------------------- |
| فضية      | بطولة العالم لسباق الدراجات على الطريق 1990 |

## روابط خارجية
- ديرك دي وولف على موقع أرشيف الدراجات (الإنجليزية)
- ديرك دي وولف على موقع إحصائيات الدراجات الإحترافية (الإنجليزية)
- ديرك دي وولف على موقع CycleBase (الإنجليزية)